# Marianne Gyllenhammar
Karin Marianne Gyllenhammar, egentligen Karin Marianne Börjesson, född Gyllenhammar den 3 januari 1924 i Eds socken, Ångermanland, död 16 februari 2013 i Spanien, var en svensk skådespelare.

## Biografi
Gyllenhammar filmdebuterade 1941 i Gustaf Molanders I natt – eller aldrig och kom efter debuten att medverka i drygt 20 filmproduktioner. 
Gyllenhammar trivdes med att växla mellan filmduken och teaterscenen som gav "en omedelbar publikkontakt". Karl Gerhard gav henne 1946 ett anbud, som hon accepterade, att ingå i Wally-Gerhard Revyn på Oscarsteatern.
Marianne Gyllenhammar gifte sig 1945 med skådespelaren Rolf Botvid.

## Filmografi
- 1941 – I natt – eller aldrig
- 1942 – Ta hand om Ulla
- 1942 – En trallande jänta
- 1943 – Ungt blod
- 1943 – Som du vill ha mej
- 1943 – Kungsgatan
- 1943 – Jag dräpte
- 1943 – Det brinner en eld
- 1944 – Vår Herre luggar Johansson
- 1944 – Stopp! Tänk på något annat
- 1944 – När seklet var ungt
- 1944 – Gröna hissen
- 1945 – Den glade skräddaren
- 1946 – Ballongen
- 1947 – Varsågod och skölj
- 1947 – Stackars lilla Sven
- 1947 – Sången om Stockholm
- 1947 – Konsten att älska
- 1948 – Musik i mörker
- 1948 – Loffe som miljonär
- 1950 – Min syster och jag
- 1953 – Dumbom

## Teater

### Roller
| År   | Roll                | Produktion                                             | Regi                | Teater                   |
| ---- | ------------------- | ------------------------------------------------------ | ------------------- | ------------------------ |
| 1947 | Medverkande         | Trivsel-Sverige, revy Karl Gerhard                     | Gösta Terserus      | Oscarsteatern            |
| 1949 | Joanna Lyppiatt     | Fröjd för stunden Noël Coward                          | Lars-Levi Læstadius | Helsingborgs stadsteater |
| 1949 | Lady Dorothea India | Slottsbalen Jean Anouilh                               | Börje Nyberg        | Helsingborgs stadsteater |
| 1949 | Drottningen         | Askungen                                               | Arne Ragneborn      | Helsingborgs stadsteater |
| 1949 | Corinne             | Lilla helgonet Hervé, Henri Meilhac och Albert Millaud | Mats Johansson      | Helsingborgs stadsteater |
| 1950 | Miss Forsythe       | En handelsresandes död Arthur Miller                   | Lars-Levi Læstadius | Helsingborgs stadsteater |
| 1950 | Miss Barnes         | Fallet Winslow The Winslow Boy Terence Rattigan        | Börje Nyberg        | Helsingborgs stadsteater |

## Radioteater

### Roller
| År   | Roll                                    | Produktion                  | Regi          |
| ---- | --------------------------------------- | --------------------------- | ------------- |
| 1944 | Stina Hellman, i tjänst hos amiralinnan | Amiralinnan Hilding Östlund | Gunnar Olsson |